# 青红酒
青红酒，又称青红，为福建省福州市的特产，属于黄酒类饮用酒，选用红曲酿造添加少量白曲，故色泽青红酒香醇厚，历史以来多用于劳动人民辛苦劳作后的解乏，款待客人以及家中女子坐月子所用，用来煮食。是福州市非物質文化遺產和中华老字号。

## 歷史
青红酒的历史可以追溯到公元前202年。当时有一名民间女子向闽越王无诸献上自酿的青红酒，色泽青红、醇厚诱人的美酒俘获君心。自此，青红酒便从民间走向王室，成为闽越王宫祭祀和婚嫁等重要场合的御酒。在晋朝、南北朝时代的“永嘉之乱”以后，红曲由中原移民带入福建。之后由红曲酿造的闽侯青红酒源于唐代，自宋代后便开始盛行。

## 做法
将凉透了的熟糯米，倒入已经装好水和红曲的窄口大肚瓮（也就是大陶缸）中，封口。之后每隔几日就翻动搅拌，让红曲和糯米得到充分接触发酵，搅拌三四次后就不动它。然后缸口封实，之后差不多经过六十天的自然低温发酵后，青红酒就算酿成。